# Marco Vojtko
Marco Vojtko (* 20. September 2004) ist ein slowakisch-deutscher Basketballspieler.

## Werdegang
Der Sohn des Basketballtrainers Ivan Vojtko spielte im Nachwuchs des SSC Karlsruhe und ab 2020 auch für die Herrenmannschaft des SSC in der Oberliga Baden. Ab Sommer 2022 war Vojtko Mitglied des Zweitligisten PS Karlsruhe und wurde Mitte Oktober 2022 erstmals in der 2. Bundesliga ProA eingesetzt. Gleichzeitig spielte er weiterhin bis 2024 für den SSC Karlsruhe.

### Nationalmannschaft
Vojtko wurde 2021 in die Jugendnationalmannschaft der Slowakei berufen.